# Béatrice d'Irube
Pour les articles homonymes, voir Irube.
 (octobre 2009).
Si vous disposez d'ouvrages ou d'articles de référence ou si vous connaissez des sites web de qualité traitant du thème abordé ici, merci de compléter l'article en donnant les références utiles à sa vérifiabilité et en les liant à la section « Notes et références ».
Béatrice Dufourcq, dite Béatrice d'Irube (née le 6 avril 1957 à Bayonne et morte le 5 octobre 2010 à Mulhouse,) est une journaliste française, fondatrice  du Journal des enfants.

## Biographie
Après des études de droit à l’Université de Rennes, conclues par une maîtrise en droit public, elle est, de 1980 à 1984, attachée de presse du préfet de Région à Strasbourg (Bas-Rhin).
Le 29 septembre 1984 elle crée le 1er hebdomadaire d'actualité pour les enfants, Le Journal des enfants (en collaboration avec le quotidien L'Alsace-Le Pays).
1991 : invitée par le gouvernement américain à visiter les États-Unis[pertinence contestée]
Le 9 février 2010 Béatrice Dufourcq conclut un pacte civil de solidarité avec Edith Alberts après plus de 15 ans de vie commune.

## Distinctions
- Prix de la presse suisse pour la jeunesse en 1988
- Prix Stendhal (prix européen pour la presse jeune) en 1994
- Prix spécial du Jury de la Fondation Alsace en 1995
- Chevalier des Palmes académiques en 2002